# Neftenbach
Neftenbach es una comuna suiza del cantón de Zúrich, situada en el distrito de Winterthur. Limita al norte con las comunas de Dorf, Humlikon y Henggart, al noreste con Hettlingen, el sureste con Winterthur, al suroeste con Pfungen y Dättlikon, y al oeste con Buch am Irchel.